# Cameron Borthwick-Jackson
Cameron Jake Borthwick-Jackson, född 2 februari 1997, är en engelsk fotbollsspelare (försvarare) som spelar för Burton Albion.

## Klubbkarriär

### Manchester United
Borthwick-Jackson gick med i Manchester Uniteds akademi som sexåring i juli 2003. Han gjorde sin debut i klubbens reservlag som 16-åring den 16 september 2013, då han byttes in mot Tom Lawrence i en 4–1-vinst över Bolton Wanderers. Borthwick-Jackson gjorde 22 framträdanden för U18-laget under säsongen 2013/2014 samt två i FA Youth Cup. Han gjorde även mål i den sista matchen för säsongen mot Stoke City den 29 april 2014.
I juli 2014 spelade Borthwick-Jackson samtliga matcher för U17-laget i Milk Cup. Han gjorde mål i 4–0-vinsten i semifinalen mot skotska Partick Thistle, samt det enda målet i finalen mot franska Vendée. Han var startspelare i U18-laget under säsongen 2014/2015 och var med i 28 av 29 ligamatcher.
Inför säsongen 2015/2016 blev han uppflyttad till U21-laget. Den 7 november 2015 debuterade Borthwick-Jackson i A-laget mot West Bromwich Albion, där han byttes in mot Marcos Rojo i den 76:e minuten. Han spelade sammanlagt 14 matcher i A-laget under debutsäsongen. I maj utsågs han till klubbens bäste U21-spelare under säsongen.

#### Wolverhampton Wanderers (lån)
Den 22 augusti 2016 gick Borthwick-Jackson på lån till Wolverhampton Wanderers för hela säsongen 2016/2017. Han debuterade den 11 september mot Burton Albion. Borthwick-Jackson kom att spela sammanlagt sju matcher för Wolves, varav en i ligacupen. Han spelade sin sista match för säsongen den 5 november i en förlust med 3-2 mot Derby. Den nye managern Paul Lambert, som utsågs samma dag, valde dock att inte ge försvararen någon speltid alls. I december kommenterade Lambert beslutet med att han ansåg att Borthwick-Jackson saknade nödvändig erfarenhet. Den 10 januari 2017 återkallades han till Manchester United av tränaren José Mourinho.

#### Leeds United (lån)
Den 7 augusti 2017 lånades Borthwick-Jackson ut till Leeds United för hela säsongen 2017/2018. Han debuterade för klubben den 9 augusti, då han spelade från start när Port Vale besegrades med 4-1 i ligacupen. Den 12 augusti spelade han sin första och enda seriematch i Leeds, en hemmamatch mot Preston som slutade 0-0. Den 16 januari 2018 valde Leeds att avbryta låneavtalet, och Borthwick-Jackson återvände till Manchester United.

#### Scunthorpe United (lån)
Den 28 juli 2018 lånades Borthwick-Jackson ut till Scunthorpe United på ett låneavtal över säsongen 2018/2019.

#### Oldham Athletic (lån)
Den 24 januari 2020 lånades Borthwick-Jackson ut till Oldham Athletic på ett låneavtal över resten av säsongen 2019/2020.

## Landslagskarriär
Borthwick-Jackson har representerat Englands landslag på ungdomsnivå. Han har spelat tre matcher för U16-landslaget samt sex matcher för U17-landslaget. Borthwick-Jackson debuterade för U19-landslaget den 12 november 2015 i en match mot Nederländerna..